# Kalyani
Kalyani är en stad i delstaten Västbengalen i Indien, och tillhör distriktet Nadia. Den är en förort till Calcutta och hade 100 575 invånare vid folkräkningen 2011.